# جول لابوم
المستشرق الفرنسي جول لابوم (بالفرنسية: Jules La Beaume)‏ مؤلف كتاب تفصيل آيات القرآن الكريم.

## كتابه
تفصيل آيات القرآن الكريم كتاب ألفه باللغة الفرنسية وترجمه محمد فؤاد عبد الباقي إلي العربية وترجم مستدركه لإدوار مونتيه ، وضع لكتابه ثمانية عشر بابًا، ثم حاول توزيع آيات القرآن الكريم على هذه الأبواب، وجعل تحت كل باب فروعًا وقد بلغت عدة هذه الفروع حوالي/ 350 فرعًا، وجمع تحت كل فرع الآيات التي تتعلق به.
أما الأبواب الرئيسية فهي:
1- التاريخ.
2- محمد ﷺ.
3- التبليغ.
4- بنو إسرائيل.
5- التوراة.
6- النصارى.
7- ما وراء الطبيعة.
8- التوحيد.
9- القرآن.
10- الدين.
11- العقائد.
12- العبادات.
13- الشريعة.
14- النظام الاجتماعي.
15- العلوم والفنون.
16- التجارة.
17- علم تهذيب الأخلاق.
18- النجاح.

## من أشهر أقواله
" أيها الناس دققوا في القرآن حتى تظهر لكم حقائقه، فكل هذه العلوم والفنون التي اكتسبها العرب، وكل صروح المعرفة التي شيدوها، إنما أساسها القرآن.
ينبغي على أهل الأرض على اختلاف ألوانهم ولغاتهم أن ينظروا بعين الإنصاف إلى ماضي العالم، ويطالعوا صحيفة العلوم والمعارف قبل الإسلام، ويتعرفوا بأن العلم والمعرفة لم تنتقل إلى أهل الأرض إلا عبر المسلمين الذين استوحوا هذه العلوم والمعارف من القرآن، كأنه بحر من المعارف تتفرع منه الأنهار، القرآن لا يزال حياً، وكل فرد قادر على أن يستقي منه حسب إدراكه واستعداده".